# Breaker (album)
Pour les articles homonymes, voir Breaker.
Albums de Accept
I'm a Rebel
(1980) Restless and Wild
(1982)
Breaker  est le troisième album studio du groupe allemand de heavy metal Accept. L'album est enregistré encore une fois au Delta-Studio à Wilster avec Dirk Steffens en tant que producteur et Michael Wagener (ancien guitariste du groupe) en tant ingénieur du son.

## Production
Après les tentatives commerciales infructueuses sur I'm a Rebel, Accept décide de ne plus suivre les conseils des gens extérieurs au groupe. Udo Dirkschneider commente à ce propos : « Après notre expérience avec I'm A Rebel, nous nous sommes fixés comme but de ne plus nous laisser influencer musicalement par qui que ce soit d'extérieur au groupe cette fois-ci » Wolf Hoffmann confirme : « Peut-être que nous savions que la vieille approche de la maison de disques ne marchait pas vraiment bien. Donc on s'est dit, « merde, faisons ce que nous pensons être juste. N'essayons pas d'être quelqu'un d'autre, n'essayons pas d'avoir un tube à la radio » »
Dirkschneider considère que Breaker fait partie des meilleurs albums d'Accept et marque le début de l'ère la plus glorieuse du groupe. Hervé Picart parle de « chef-d'œuvre » à propos de cet album : « Cette fois, à côté des lancinantes pièces aux riffs à la Space Invaders, la machinerie Accept s'emballe pour de bon. On ne sait qui a versé du méthylène dans son réservoir, mais le fait est que le groupe se débride et passe au travers des murs. Starlight, Breaker, Son of a Bitch (qui connaîtra d'ailleurs quelques problèmes de censure, les paroles d'Accept n'étant pas vraiment du Chantal Goya), autant de pièces d'artillerie lourde qui vont devenir des classiques du groupe. Mais le titre qui semble le plus révélateur s'avère Burning, car l'on y sent que nos Germains manifestent à présent sans retenir un tempérament incendiaire. »
Accept connaît ses premiers succès et se lance dans une tournée européenne. En Angleterre, ils assurent la première partie de Judas Priest. La tournée fut très difficile pour le groupe, car elle n'était pas soutenue par la maison de disques, c'est le groupe lui-même qui a dû payer de sa poche.
« Ce fut une expérience étrange et un sale coup de notre maison de disques. Personne ne nous connaissait là-bas et les kids nous regardaient assis en attendant Judas. On n'a pas eu de promotion, aucune facilité, la maison de disques s'en foutait. » « On était sans un rond et littéralement affamés la plupart du temps », se rappelle Hoffmann. « C'était une tournée auto-financée sans le moindre soutien de label. Alors il nous arrivait à l'occasion de nous faufiler dans les vestiaires de Judas Priest et de piquer quelques trucs sur leurs plateaux de traiteur. Un jour on s'est fait prendre par leur manager de tournée et on s'est fait virer de la pièce, ah ! La tournée fut quand même une expérience super qui nous a ouvert les yeux, c'était notre première tournée avec un « vrai » groupe. Bien sûr, on voulait faire exactement comme eux et les albums suivants ont été marqués par quelques influences de Judas Priest. » C'est aussi l'année où le groupe engage Gaby Hauke comme manager. 
En 1982, Jörg Fischer quitte Accept à cause de tensions naissantes peu de temps avant d’entrer en studio pour enregistrer un nouvel album.

## Liste des titres
1. Starlight - 3:52
2. Breaker - 3:35
3. Run If You Can - 4:49
4. Can't Stand the Night - 5:23
5. Son of a Bitch - 3:52
6. Burning - 5:14
7. Feelings - 4:48
8. Midnight Highway - 3:58
9. Breaking Up Again -  4:37
10. Down and Out -  3:44

## Formation
- Udo Dirkschneider — chant
- Wolf Hoffmann — guitares
- Jörg Fischer — guitares
- Peter Baltes — basse, chant
- Stefan Kaufmann — batterie